# Warner Chappell Music Italiana
Warner Chappell è un'azienda operante nel settore editoriale musicale che fa parte, insieme a Warner Music Italia (che si occupa dell'aspetto discografico), del Warner Music Group (WMG), una delle principali etichette discografiche del mercato musicale internazionale.
La storia del gruppo inizia nel 1986 quando una delle maggiori compagnie americane, la Warner Bros., acquista Intersong Chappell. Nel 1987, un anno dopo, nasce la Warner Chappell Music Italiana.